# Mezomorfik
Mezomorfik – typ sylwetki wg typologii Sheldona. Osoba o cechach sylwetki i metabolizmu pośrednich między ektomorfikiem, a endomorfikiem, o proporcjonalnej budowie, średnim tempie przemiany materii i tendencji do łatwego zwiększania masy mięśniowej.
Sylwetka kandydata na wspaniałego kulturystę. Przykładem mezomorfika jest kulturysta Mariusz Strzeliński.